# 馮偉傑
冯伟杰（英語：Allan Wai-Ket Fung，1970年2月25日—）为美国律师及政治家，曾于2009年至2021年间担任罗德岛州克兰斯顿市市长。并于2014年和2018年两次被共和党提名参选罗德岛州州长。
冯伟杰于2008年当选市长，为罗德岛州历史上第一位华裔市长。在担任克兰斯顿市议会议员之前，冯伟杰曾担任州检察官和立法及监管事务律师。
2022年2月冯伟杰宣布于羅德島州第二國會選區参选国会众议员，惟以些微票數飲恨。